# منتخب كوسوفو لكرة القدم
منتخب كوسوفو لكرة القدم (بالألبانية: Kombëtarja e futbollit të Kosovës) وهو المنتخب الدولي الذي يمثل جمهورية كوسوفو دوليا انضم إلى الاتحاد الأوروبي اليويفا بتاريخ 03 مايو 2016. وإلى الفيفا بتاريخ 13 مايو 2016  .وكوسوفو دولة معترف بها جزئيا بعد إنفصالها عن صربيا في سنة 2008 ويدرب المنتخب برنارد شالانديس سويسري الجنسية. تم تأسيس الاتحاد في سنة 2009.

## المشاركة في تصفيات كأس لعالم
شاركت في تصفيات مونديال روسيا لكرة القدم في مجموعة تضم كلا من تركيا وكرواتيا وأوكرانيا وجزر فارو .